# Pseudopanurgus fasciatus
Pseudopanurgus fasciatus är en biart som beskrevs av Timberlake 1973. Pseudopanurgus fasciatus ingår i släktet Pseudopanurgus och familjen grävbin. Inga underarter finns listade i Catalogue of Life.